# Rysäsaari (ö i Norra Karelen, Joensuu, lat 62,69, long 28,71)
Rysäsaari är en ö i Finland. Den ligger i sjön Juojärvi och i kommunen Outokumpu i den ekonomiska regionen  Joensuu ekonomiska region  och landskapet Norra Karelen, i den sydöstra delen av landet, 300 km nordost om huvudstaden Helsingfors. Öns area är 3,2 hektar och dess största längd är 350 meter i sydöst-nordvästlig riktning.